# Bembidion connivens
Bembidion connivens är en skalbaggsart som beskrevs av John Lawrence LeConte 1852. Bembidion connivens ingår i släktet Bembidion och familjen jordlöpare. Inga underarter finns listade i Catalogue of Life.